# کرم‌برگ

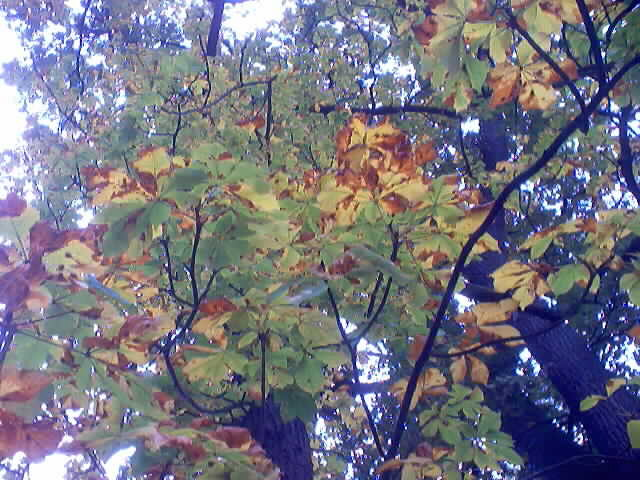
برگ‌های آسیب‌دیده درخت شاه‌بلوط

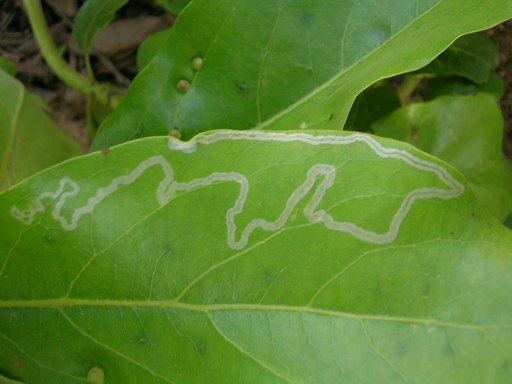
برگ با آسیب جزئی

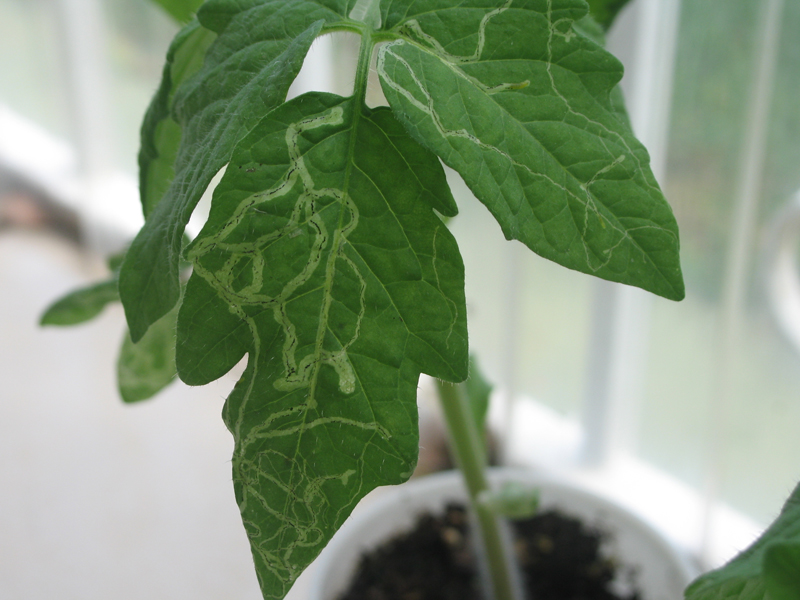
برگ گوجه فرنگی صدمه دیده از کرم‌برگ

کرم برگ لارو حشره‌ای است که در برگ زندگی کرده و از بافت برگ گیاهان تغذیه می‌کند. اکثر قریب به اتفاق کرم‌های برگ بیدها (پروانه‌سانان)، اره‌مگس‌ها (اره‌مگس، نوعی از زنبور بی‌عسل) و مگس‌ها هستند، گرچه تعدادی از قاب‌بالان هم این رفتار را از خود نشان می‌دهند.
این کرم هنگام حمله به بلوط قرمز اروپایی، به‌طور انتخابی از بافت‌هایی تغذیه می‌کند که میزان تانن-مادهٔ شیمیایی بازدارنده‌ای که به مقدار فراوان توسط درخت تولید می‌شود- کمتری دارند.
از روی الگوی دقیق شکل‌گیری تونل تغذیه می‌توان تشخیص داد چه نوع حشره‌ای آن را ایجاد کرده و گاهی این تشخیص کاملاً دقیق است. کرم اغلب از خود فضله و مدفوع برجای می‌گذارد که الگوی تشکیل مدفوع، شکل کرم و هویت گیاه میزبان برای تشخیص گونه‌های کرم‌برگ مفید هستند. تعدادی از این نوع حشرات از قسمت‌های دیگر گیاه مانند سطح میوه استفاده می‌کنند.
عده‌ای عقیده دارند الگوی چندرنگی تعدادی از برگ‌ها ممکن است بخشی از استراتژی دفاعی باشد که گیاهان در پیش گرفته‌اند تا کرم‌برگ‌های بالغ را فریب دهند و آنها فکر کنند که گیاه قبلاً مورد حمله قرار گرفته‌است.